# 長野主膳
長野 主膳（ながの しゅぜん）は、江戸時代末期の彦根藩の国学者で、大老井伊直弼の家臣。通称は初め主馬（しゅめ）、のち主膳。諱は義言（よしとき）。桃之舎と号した。

## 人物

### 前半生
伊勢国飯高郡滝村（たきのむら）の住人である長野次郎祐の弟で、先祖は上州長野氏とされる。しかし、これは戸籍だけのことで出自、経歴とも25歳になるまでの一切はわかっていない。歴史に登場するのは天保10年（1839年）、滝野村の滝野次郎左衛門宅に寓居したときからである。天保12年（1841年）、次郎左衛門の妹で6歳年上の瀧女（たきめ、多紀とも）と結婚し、夫婦は京都、伊勢、美濃、尾張、三河を遊歴した。同年12月に近江国坂田郡の市場村にしばらくいたが、翌年には伊吹山麓にある志賀谷村の阿原忠之進宅に寓居する。ここで国史、和歌などを教授した。滝村、坂田郡とも和歌山藩と縁がある点が共通している。酒宴の席では、肥後訛りで喋っていた、という。
経緯は明らかではないが、天保13年（1842年）11月20日に門人と彦根に出て、夜に井伊直弼を訪ね朝方に帰り、これが3日続いてようやく去った。直弼は主膳に傾倒し、弟子となった。主膳は容貌典雅で和歌に通じていたが、眼光が鋭く油断のならない風であったとされる。非常に流麗な仮名文字入りの多数の手紙類が、近年井伊家資料から見つかっている。
どのような伝手があったのかは不明であるが、その後は京都に上って九条家に仕え、妻の瀧女は今城家に仕えた。関白・九条尚忠は孝明天皇の女御・夙子（英照皇太后）の父である。また九条家は、井伊家とは格別な関係にあった。一方で、今城定章の娘で千種有文の姉である今城重子が孝明天皇の寵姫（典侍）であった。九条家では家宰を取り仕切る家臣（青侍）の島田龍章（左近）と交際を結んだ。

### 井伊直弼の謀臣
やがて井伊直弼が兄井伊直亮の死を受けて彦根藩主を継ぐと、主膳は直弼に招聘されて藩校・弘道館国学方に取り立てられ、さらに直弼の藩政改革に協力した。
直弼からの信任は厚く、安政5年（1858年）に一橋派と南紀派による将軍後継者争いが起こると、主膳は直弼の命で京都に赴き、公家衆らへの裏工作を行って南紀派が推薦する徳川慶福（家茂）擁立に貢献した。しかし、直後の安政の大獄で直弼に対して一橋派の処罰や尊王攘夷派の志士の処罰を進言したため、直弼に次いで恨まれる存在となる。
直弼が安政の大獄を行ったのは、島田左近などを通じて朝廷内部の動向に関する情報収集に当たっていた主膳が、戊午の密勅降下を察知することに失敗し、水戸藩士の「悪謀」を過度に進言したことが要因になった、と言われている。実際、老中・間部詮勝の上京に際しては、間部が入京する前に醒ヶ井宿にて出迎え、入京後に真っ先に密勅首謀者と目される水戸藩京都留守居役・鵜飼吉左衛門、幸吉父子を捕縛するよう間部に進言するなど、入京後の志士捕縛の段取りを整えている。また、安政の大獄における第1号になった梅田雲浜の捕縛に際しても、元臣下である梅田の捕縛に消極的だった上京途上の小浜藩主・酒井忠義に対して、長野は酒井の腹心の三浦七兵衛を通して、このままでは京都における佐幕派公家の九条尚忠が関白辞任に追い込まれることになり、ひいては任地に赴く前から京都所司代の任を全うすることが叶わなくなる、今梅田を捕縛すれば、逆に鷹司政通、近衛忠熙ら攘夷派公家を失脚させることができる、と酒井を脅して、酒井入京後の在野の志士捕縛の段取りを付けている。
また、異説として直弼は元々攘夷論者であったが、「攘夷」を行うのは征夷大将軍である徳川家の職責で井伊家がこれを補佐する立場であると言う意識が強く、水戸藩や志士の行動はこれを否定するものと捉えて攘夷の実現のために彼らの排除が必要と考えたとする説があるが、この説においても国学者である主膳が直弼の攘夷論に影響を与えたとされている。

### 井伊直弼の横死後

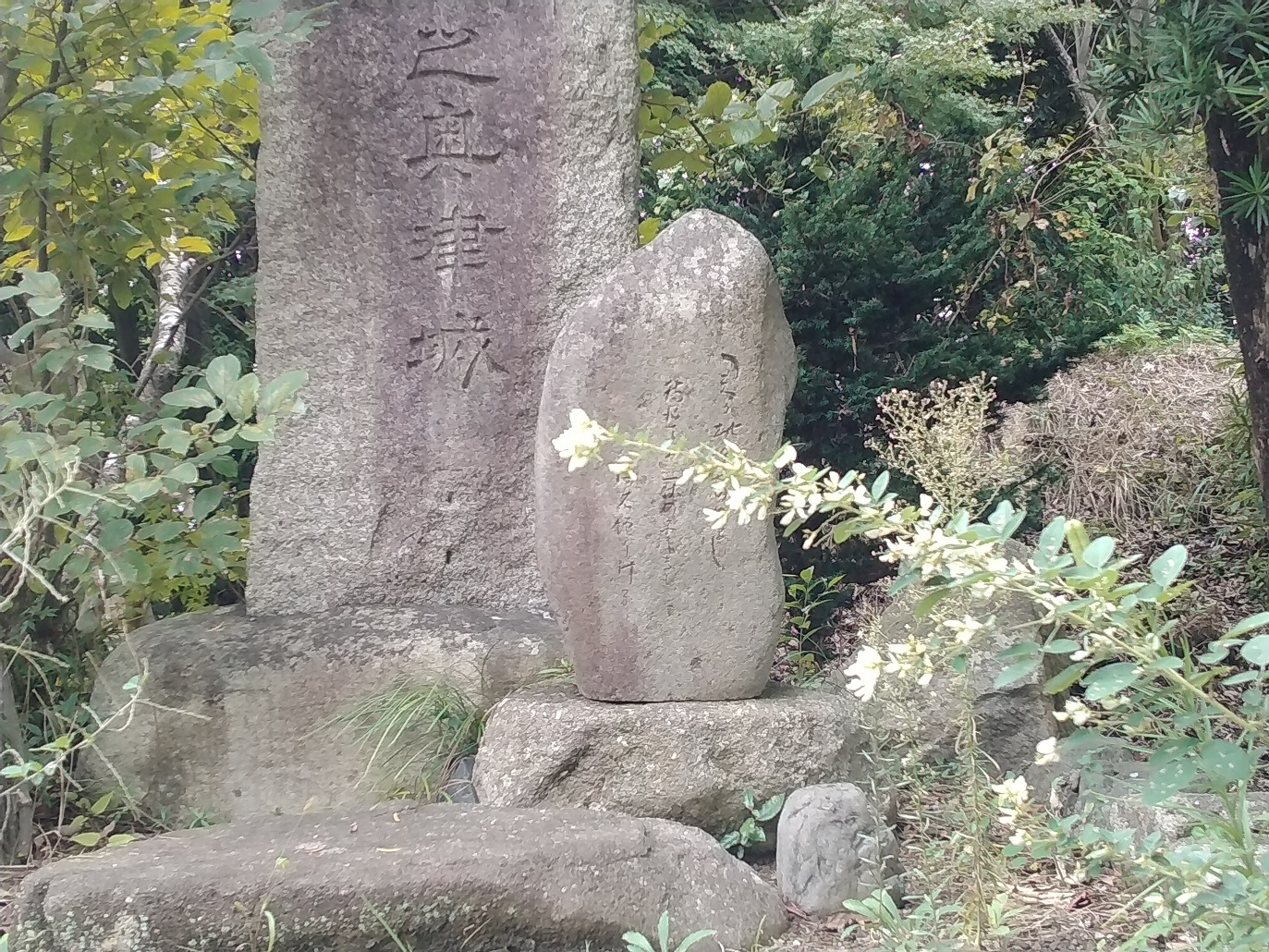
彦根市天寧寺の長野主膳の墓

安政7年（1860年）、直弼が桜田門外の変で暗殺された後も、主膳は彦根藩の藩政に参与したが、直弼の遺児で藩主を継いだ直憲からは疎まれ、家老・岡本半介に直弼時代の功績や厚遇などを嫉視されて対立する。そして文久2年（1862年）、文久の改革で井伊家が問罪されると、半介の進言を聞き入れた直憲の命によって8月24日に捕縛され、27日に斬首・打ち捨ての刑に処された。享年48。打ち捨ての刑にともない葬礼は禁止されたが、明治期になって直弼が顕彰されると、彦根の天寧寺に墓所が建立された。
辞世の句
飛鳥川 昨日の淵は 今日の瀬と 変わるならひを 我が身にぞ見む
長野主膳や宇津木景福がこの時期に粛清されたのは、島津久光の薩摩藩を率兵しての上京による幕政刷新に伴う井伊政権精算の圧力に対して、彦根藩が自主的に対応したものである。10万石減封、藩祖井伊直政以来の「京都守護」の地位剥奪など追罰は免れなかったものの、その自浄能力により、以降彦根藩では水戸藩のような内訌は起きず、王政復古後の政局に巧みに対応し、いち早く新政府軍に加わることができた。
長野主膳は、直弼の妾だった村山たかを妾とした。たかには、直弼の妾になる以前からの連れ子多田帯刀がおり、安政の大獄時は母子で主膳を助けて志士弾圧活動を行った。主膳の失脚後、多田帯刀は暗殺されて粟田口に梟首され、たかもまた、命までは取られなかったものの、生きながらにして三条河原に縛り付けられて晒された。
主膳の子孫は明治以降、「古城」または「広城」を名乗っている。

## 著作
- 沢能根世利
- 古学答問録
- 答問録脱文補遺
- 歌乃大武根

他に『古今集姿鏡』『淡路旧蹟考』『市辺忍歯別命山稜考』

## 備考
石川淳の小説『狂風記』には、主膳の子孫という女性主人公が登場する。
高橋克彦は小説『火城 幕末廻天の鬼才・佐野常民』の中で、主膳を10代紀州藩主徳川治宝の隠し子だと、周囲の状況から強く想定している。

## 関連作品
テレビドラマ
- 『花の生涯』（1963年、NHK大河ドラマ、演：佐田啓二）
- 『天皇の世紀』（1971年、朝日放送、演：天知茂）
- 『花の生涯』（1974年、日本テレビ、演：加藤剛）
- 『花の生涯 井伊大老と桜田門』（1988年、テレビ東京、演：三浦友和)
- 『翔ぶが如く』（1990年、NHK大河ドラマ、演：伊藤孝雄）
- 『篤姫』（2008年、NHK大河ドラマ、演：大林丈史）
- 『花燃ゆ』（2015年、NHK大河ドラマ、演：祖父江進）
- 『西郷どん』（2018年、NHK大河ドラマ、演：神保悟志）

## 関連書籍
- 松岡英夫『安政の大獄 井伊直弼と長野主膳』中公新書、2001年 ISBN 4-12-101580-0
- 徳永真一郎『影の大老』毎日新聞社、1978年、のち光文社文庫
- 海音寺潮五郎「長野主膳」（『幕末動乱の男たち・上巻』新潮文庫）収録